# محمد مفتاح (ممثل قطري)
محمد مفتاح ممثل قطري من الفنانين الرائدين في مجال المسرح والتلفزيون والإذاعة في في قطر ، حيث كانت بداية الفنية في الستينات وذالك من خلال انضمامه لفرقة الأضواء الموسيقية وكذلك من خلال إذاعة قطر حيث شارك في عدد كبير من المسلسلات الإذاعية التي كانت تبثّها إذاعة قطر مع بداية افتتاحها عام 1968 ومنها مسلسل (عائلة بوطحنون) مع المخرج إسماعيل خالد·

## أعماله

### المسلسلات التلفزيونية
- فايز التوش (ثلاثة أجزاء)
- الدالوب (1985)
- محسن منكم وفيكم (1987)
- تناتيف (1989)
- البيت الكبير (1990)
- السر في بير (1994)
- بيت المغتني (1995)
- نأسف لهذا الخلل (1996)
- صقر قريش (2002)

### المسرحيات
- خلود (1974)
- علتنا فينا (1974)
- من فوق هالله الله (1976)
- اللوحات الثلاث (1977)
- منصور قاهر العملاقين (1980)
- المناقشة (1983)
- عنتر وأبلة (1986)
- زلزال (1989)
- الكنز الغائب في بلاد العجائب (1990)

## وصلات خارجية
- محمد مفتاح على موقع قاعدة بيانات الأفلام العربية
- محمد مفتاح على موقع IMDb